# 布羅姆斯角
布羅姆斯角（挪威語：Cape Broms）是南極洲的海岬，是羅斯灣入口處的南部，處於詹姆斯羅斯島西部，由瑞典的探險隊發現，該海岬現時由南極條約體系管理。
64°20′S 58°18′W / 64.333°S 58.300°W